# Vikersund
Vikersund es un pueblo de 2592 habitantes (datos de 2007), en el municipio de Modum, en la provincia de Buskerud, Noruega.
Vikersund se ubica a 30 km al sur de Hønefoss y a 40 km al noroeste de Drammen. 
Vikersund es conocido por su colina para saltos de esquí. En febrero de 2011 Johan Remen Evensen estableció el récord mundial de saltos de esquí con una distancia de 246 metros.